# 森本栞菜
森本 栞菜（もりもと かんな、2001年4月10日 - ）は、日本のアイドル、女優。アイドルグループ「RiNCENT♯(リンセント)」メンバー（ミントグリーン担当）
埼玉県出身。

## 略歴
- 2014年9月、アップフロントプロモーションとBS-TBSが共同発足した演劇女子部プロジェクトのオーディションに合格[2][4]。

- 2014年10月、演劇女子部のミュージカル「SMILE FANTASY!」に出演[4]。

- 鹿沼市を舞台にした短編映画3作（「咲夏〜鹿沼フォトラリー〜」「Re」「遙かに続く」）に、主演・角田咲役で出演。

- 2016年5月、「咲夏〜鹿沼フォトラリー〜」が第3回栃木・蔵の街かどアワードグランプリ受賞[5]。演劇女子部のミュージカル以外に、劇団「大人の麦茶」や「激嬢ユニットバス」等の舞台に出演している。（下記作品欄参照）
- 2018年10月、秋元康プロデュース ガールズバンドオーディションに参加する為に489番（よやくちゃん名義）でSHOWROOMにて配信を開始する。

- 2019年6月3日、活動名義を石井杏奈から森本栞菜に改名[6]。

- 2021年7月、イベントプロデューサー・ヲタルによるWOTARU iDOL PROJECT第1弾「LOVE CCiNO（）」のメンバーとなる[7]。

- 2022年7月8日、同日を以って「LOVE CCiNO」の活動を終了するとグループの公式Twitterにて発表があった[8]。

- 2023年1月24日、アイドルグループ「ミライサガシ~ MIRAISAGASHI~」に加入する事を発表[9]。

- 2024年2月29日、ミライサガシ事務所の都合により解散。

- 2024年3月8日、アイドルグループ「RiNCENT♯」（リンセント）の新メンバーとなったことが本人および公式Ｘ（旧Twitter）で発表された。3月14日、ZEPP新宿にてリンセント6thワンマンライブで新メンバーとして7人体制としてデビューした。

## 作品

### DVD / Blu-ray
出演作品のDVD　/ Blu-ray
- 咲夏〜鹿沼フォトラリー〜（2016年、Blu-ray）
- 激嬢ユニットバス 第4回公演 「緋色の刻印」（2016年、DVD）
- 大人の麦茶第23杯目公演「おしり筋肉痛」（2017年、DVD）
- 大人の麦茶第25杯目公演「おしり筋肉痛」（2018年、DVD）[10]
- 大人の麦茶 第26杯目公演「おもったことは、なかったです」（2019年、DVD）[11]

## 出演

### 短編映画
- 咲夏〜鹿沼フォトラリー〜（2015年11月8日、那須国際短編映画祭） - 主演・角田咲 役[☆ 1]
- Re（2016年11月10日、那須国際短編映画祭） - 主演・角田咲 役[☆ 2]
- 遥かに続く（2017年11月18日、那須国際短編映画祭） - 主演・角田咲 役[☆ 3]

### 舞台
- Zero Projectミュージカル「リズミックタウン」（2013年11月20日 - 24日、新国立劇場小劇場） - 妖精 役
- ミュージカル座公演 「ニッキー」（2014年8月19日 - 24日、光が丘IMAホール） - オリビア 役
- 演劇女子部 S/mileage's JUKEBOX MUSICAL「SMILE FANTASY!」（2014年10月4日 - 13日、全労済ホール スペース・ゼロ）
- ミュージカル座公演 「マザー・テレサ 愛のうた」（2014年11月17日 - 23日、ミニシアター1010）
- 演劇女子部 ミュージカル「TRIANGLE-トライアングル-」（2015年6月18日 - 28日、池袋サンシャイン劇場） - ブナ / スワスワのシェール 役[18]
- ミュージカル座公演 「ニッキー」（2015年8月18日 - 23日、光が丘IMAホール）[19] - アシュレイ 役
- 演劇女子部 ミュージカル「サンクユーベリーベリー」（2015年10月8日 - 18日、池袋シアターグリーン BIG TREE THEATER） - 水島果菜 役[20]
- 演劇女子部 「気絶するほど愛してる！」（2016年3月25日 - 4月3日、池袋シアターグリーン BIG TREE THEATER） - イッシー 役[21]
- 演劇女子部「続・11人いる！東の地平・西の永遠」（2016年6月11日 - 26日、京都劇場／池袋サンシャイン劇場） - カカ 役[4]
- 激嬢ユニットバス 第4回公演 「緋色の刻印」（2016年9月7日 - 11日、八幡山ワーサルシアター） - 糸 役[22][23]
- 大人の麦茶 第23杯目公演 「おしり筋肉痛」（2017年4月19日 - 23日、下北沢ザ・スズナリ） - 松川美織 役[24]
- 演劇女子部「ファラオの墓」（2017年6月2日 - 11日、池袋サンシャイン劇場） - ウルジナ兵オドレ 役 他
- 演劇女子部 「夢見るテレビジョン」（2017年10月5日 - 15日、全労済ホール スペース・ゼロ） - あつみ 役 他
- 演劇女子部 「一枚のチケット～ビートルズがやって来る～」（2017年11月27日 - 12月3日、紀伊國屋サザンシアターTAKASHIMAYA） - 中条祐子 役
- 演劇女子部 「ファラオの墓〜蛇王・スネフェル〜」（2018年6月1日 - 17日、池袋サンシャイン劇場／大阪メルパルクホール）
- 大人の麦茶 第25杯目公演 「おしり筋肉痛」（2018年8月22日 - 27日、下北沢ザ・スズナリ） - 松川美織 役[25]
- 大人の麦茶 第26杯目公演 「おもったことは、なかったです」（2019年5月29日 - 6月3日、下北沢ザ・スズナリ）[26]
- THE☆JACABAL'S「道雪」（2019年10月2日 - 6日、東京・両国・シアターX）[27][28] - お妙 役[29]
- 舞台『みちこのみたせかい 2023』（2023年10月1日 - 5日、池袋 シアターKASSAI）- 敷島未知子 役[30]
- 舞台『魔銃ドナーTestament』（2024年3月27日 - 31日、築地本願寺ブディストホール）- ハイネ・アドラー 役（上位吸血種「侯爵級」のバイツ）

### 配信番組

#### WEBドラマ
- 「どこへも行けない僕たち」リモート製作映画（2020年5月31日、YouTube） - 主演・川瀬 優花 役
- 「ゴースト～ZOOMの中でしか会えないあなた～」img《未来手帳プロジェクト》　　全4回話（2020年10月20日 - 、YouTube）- 佐々木宇宙 役
- 『東京彼女』12月号「S〇Xより推し篇」（全4話 2023年12月4日 - 公開、YouTube）- 渋谷恋（しぶやれん・アイドル）役

#### ラジオドラマ
- ラジオ夜道（ラジオ夜道、配信）
  - #3「ずっと会いたくなかった、けど」 - 咲役[31]
  - #11「多分、ずっと前から私は」 - 楓 役[32]

### 音楽

#### ミュージックビデオ
- GADORO「オトノ葉 feat.アサキ」(Prod. by アサキ)[33]
- 恋夏。「Shine Smile Forever 〜生命の絆〜」[34][35]
- UK「1200km」（2021年5月27日）[☆ 4]

#### アルバム
- コンピレーション・アルバム「無重力の惑星」（2021年1月17日、TuneCore Japan）[☆ 5]

| #         | タイトル                       | 作詞      | 作曲・編曲 | アーティスト                       | 時間 |
| --------- | ------------------------------ | --------- | ---------- | ---------------------------------- | ---- |
| 1.        | 「部屋と太陽」                 |           |            | HARUカナSola（森本栞菜、飯田來麗） | 3:08 |
| 2.        | 「柊の花」                     |           |            | 澤田真里愛                         | 4:56 |
| 3.        | 「陽だまり ニューレコードver」 |           |            | 相澤香純。                         | 5:20 |
| 4.        | 「彗星 full.ver」              |           |            | 愛見四子（寿春歌）                 | 4:02 |
| 5.        | 「ラフレター陽だまり」         |           |            | 相澤香純。                         | 4:23 |
| 6.        | 「無重力」                     |           |            | HARUカナSola（森本栞菜、飯田來麗） | 5:07 |
| 合計時間: | 合計時間:                      | 合計時間: | 26:56      |                                    |      |

### テレビ
- 全力坂（2019年8月12日・29日、テレビ朝日）[38]
- 三人のチロル（2024年1月1日、0:00 - 1:15、MX2) - 【早乙女チロル（チアガール）】役

### その他
- One day（2018年、栃木市「みんなでつくる」観光動画コンテストグランプリ）[39]